# Batalha de Munda (214 a.C.)
A Batalha de Munda foi travada em 214 a.C. entre o exército cartaginês e o exército romano na Hispânia, perto da cidade de Munda, e terminou com resultado incerto.

## Contexto
E enquanto continuava a guerra na península Itálica, a campanha na Hispânia havia assumido um pepel muito importante. A Hispânia Ulterior teria se revoltado completamente contra Roma se os irmãos Cipião, Públio e Cneu Cornélio Cipião, não tivessem cruzado o rio Ebro para encorajar os aliados ainda em dúvida sobre qual lado assumir na Segunda Guerra Púnica. Os romanos inicialmente construíram seu acampamento perto de Castro Albo (moderna Alicante), localidade famosa por uma derrota ocorrida no passado por Amílcar Barca, um rochedo fortificado. Ali, os romanos haviam depositado importantes reservas de cereais, mas, ainda assim, eles foram surpreendidos pela cavalaria inimiga e 2 000 romanos foram assassinados. Por conta disto, os romanos se retiraram para um local perto do "monte da Vitória", onde se juntaram os dois irmãos Cipião com seus exércitos completos. Na mesma época, Asdrúbal Giscão, também com seu exército completo, se posicionou na outra margem do rio, de frente para o acampamento romano. Lício reconta que Públio, em uma ronda de inspeção, foi surpreendido pelo contingente inimigo e obrigado a refugiar-se em uma elevação. Na ocasião, se não fosse pela pronta intervenção de seu irmão Cneu, ele teria sido completamente derrotado. Neste mesmo período, Cástulo, que havia dado a luz à mulher de Aníbal, passou para o lado dos romanos. Enquanto isto, os cartagineses se preparavam para cercar Iliturgi, onde havia uma guarnição desde o ano anterior. Conta-se que Cneu Cipião, partindo para ajudar Iliturgi, passou entre dois acampamentos inimigos causando enorme estrago e conseguiu entrar na cidade. No dia seguinte, ocorreu uma nova batalha, na qual acabaram mortos 12 000 inimigos. Foram também aprisionados mais de 1 000 homens e capturados 36 estandartes. Por causa disto, os cartagineses se retiraram de Iliturgi e voltaram para Bigerra (a moderna Becerra), no território dos oretanos, aliados dos romanos. E também desta vez uma intervenção de Cneu Cipião pôs fim ao cerco sem a necessidade de um combate.

## Batalha
Os cartagineses, depois de mais esta batalha, preferiram transferir se próprio acampamento para a vizinhança de Munda (moderna Montilla) e os romanos os seguiram. Também nesta ocasião, uma nova batalha foi travada e que durou cerca de quatro horas. Ainda que os romanos estivessem levando a melhor, Cneu Cipião foi ferido no fêmur por uma flecha e obrigou seus oficiais a darem o sinal de retirada enquanto seus soldados perdiam a coragem por acreditar que se tratava de uma ferida mortal.
| “ | Se não fosse dada esta ordem de interrupção, os romanos sem dúvida teriam ocupado o acampamento cartaginês. Naquele momento, os soldados e seus elefantes já havia sido repelidos até a muralha, onde trinta e nove elefantes foram mortos com os pilos. | ” |
|   | — Lívio, Ab Urbe Condita XXIV 42.3. |   |

Desta forma, ao término da batalha, haviam sido mortos 12 000 cartagineses e capturados outros 3 000. Além disto, 57 estandartes foram capturados.

## Consequências
Neste ponto, os cartagineses preferiram se retirar para Orongi (Aurinx, provavelmente uma localidade entre Monclova e Jimena de la Frontera), com os romanos no encalço atemorizando-os por conta da súbita derrota. Ali travar-se-ia uma nova batalha.